# 크리스천 슬레이터
크리스천 슬레이터(Christian Slater, 1969년 8월 18일 ~ )는 미국의 배우, 제작자이다. 텔레비전 시리즈 《미스터 로봇》(2015-19)으로 2016년 제73회 골든 글로브상 미니시리즈·TV 영화 부문 남우조연상을 수상했으며 2017년과 2018년에도 동일 부문 후보로 지명되었다. 슬레이터는 해당 시리즈의 제작자이기도 하다.
슬레이터의 첫 텔레비전 출연은 8살 때 연속극 《원 라이프 투 리브》에 나온 것이다. 1980년 뮤지컬 《더 뮤직 맨》(The Music Man)에 딕 밴다이크의 상대역으로 나오며 브로드웨이에 데뷔하였다. 1985년 《빌리 진의 전설》에서 주연을 맡으며 영화계로 진출했으며, 《헤더스》(1989)에서 반사회성 인격장애 성향이 있는 고등학생 제이슨 "J.D" 딘을 연기해 주목 받았다. 1990년대에 《로빈 후드: 도둑들의 왕자》(1991), 《뱀파이어와의 인터뷰》(1994), 《브로큰 애로우》(1996), 《하드 레인》(1998) 등의 고예산 영화에 출연하였다.
그 외 주요 출연작으로 《장미의 이름》(1986), 《터커》(1988), 《볼륨을 높여라》(1990), 《트루 로맨스》(1993), 《윈드토커》(2002), 《어론 인 더 다크》(2005), 《바비》(2006), 《콰이어트 맨》(2007), 《님포매니악》(2013), 《더 와이프》(2017), 《오늘부터 히어로》(2020) 등이 있다.

## 출연 작품

### 영화
- 빌리 진의 전설 (1985, The Legend of Billie Jean)
- 장미의 이름 (1986)
- 터커 (1988)
- 헤더스 (1989)
- 전자 오락의 마법사 (1989)
- 공포의 3일밤 (1990)
- 볼륨을 높여라 (1990)
- 영 건2 (1990)
- 로빈 후드: 도둑들의 왕자 (1991)
- 자유시대 (1991)
- 스타 트렉 6: 미지의 세계 (1991)
- 초보 영웅 컵스 (1992)
- 흔들리는 영웅 (1992)
- 푸른 골짜기 (1993) - 목소리
- 트루 로맨스 (1993)
- 뱀파이어와의 인터뷰 (1994)
- 지미 헐리우드 (1994)
- 일급 살인 (1995)
- 미스터 플라워 (1996)
- 브로큰 애로우 (1996)
- 오스틴 파워: 제로 (1997)
- 줄리안 포 (1997)
- 하드 레인 (1998)
- 베리 배드 씽 (1998)
- 컨텐더 (2000)
- 다이아몬드를 쏴라 (2001)
- 3000 마일 (2001)
- 쥬랜더 (2001)
- 하드 캐쉬 (2002)
- 윈드토커 (2002)
- 가장과 익명 (2003)
- 마인드헌터 (2004)
- 어론 인 더 다크 (2005)
- 거래 (2005)
- 푸른 눈의 평양시민 (2006) - 본인 (다큐멘터리)
- 바비 (2006)
- 할로우 맨 2 (2006)
- 콰이어트 맨 (2007)
- 슬립스트림 (2007)
- 이고르와 귀여운 몬스터 이바 (2008) - 목소리
- 돌런의 캐딜락 (2009)
- 지.지.지 (2011)
- 플레이백 (2012)
- 용의자: 폭탄 테러를 막아라 (2012)
- 불릿 투 더 헤드 (2012)
- 님포매니악 (2013) - 조의 아버지 역
- 화이트 스완 (2013) - 마이클 역
- 더 파워 오브 퓨 (2013, The Power of Few) - 클라이드 역
- 웨이 오브 더 위키드 (2014) - 헨리 역
- 애스크 미 애니씽 (2014, Ask Me Anything) - 폴 스푸너 역
- 핫 텁 타임머신 2 (2015)
- 애더럴 다이어리 (2015)
- 킹 코브라 (2016)
- 7일간의 정상회담 (2017)
- 뮨: 달의 요정 (2017) - 영어 더빙
- 더 와이프 (2017)
- 오늘부터 히어로 (2020) - 테크 넘버 역
- 블링크 트와이스 (2024)

### 텔레비전
- 올 마이 칠드런 (1984, 1986)
- 맨하탄의 사나이 (1986)
- L.A. 로 (1988)
- 새터데이 나이트 라이브 (1991, 1993)
- 앨리어스 (2002)
- 웨스트 윙 (2002)
- 탑 기어 (2004) - 본인
- 마이 네임 이즈 얼 (2006)
- 마이 온 워스트 에너미 (2008)
- 포가튼 (2009)
- 커브 유어 엔수지애즘 (2009)
- 오피스 (2010)
- 안투라지 (2011)
- 두 남자와 1/2 (2015)
- 미스터 로봇 (2015-19)
- 라이브! 위드 켈리 앤드 마이클 (2016-17) - 본인
- 윌로우 (2022)
- 스파이더위크가의 비밀 (2024 예정)

### TV 애니메이션
- 천재소년 지미 뉴트론 (2003-05)
- 로봇 치킨 (2005-12)
- 피니와 퍼브 (2012)
- 아처 (2014-16, 2022-23)
- 제이크와 네버랜드 해적들 (2015)
- 라이온 수호대 (2016-19)
- 마일로 머피의 법칙 (2016-19)
- 릭 앤 모티 (2017)
- 스쿠비 두, 게스 후? (2020)